# Qaratöbe Aūdany
Qaratöbe Aūdany är ett distrikt i Kazakstan.   Det ligger i oblystet Västkazakstan, i den västra delen av landet, 1 300 km väster om huvudstaden Astana.